# Apomecyna nigritarsis
Apomecyna nigritarsis là một loài bọ cánh cứng trong họ Cerambycidae.